# Pete Fountain
Pierre Dewey LaFontaine jr. (New Orleans, 3 juli 1930 – aldaar, 6 augustus 2016) was een Amerikaanse jazzklarinettist.

## Biografie
Pierre Dewey Fountain jr. werd geboren in White Street in New Orleans, tussen Dumaine en St. Ann, in een klein huis in Creoolse cottage-stijl, als zoon van Pierre sr. en Madeline. Pete was de achterkleinzoon van de Franse immigrant François Fontaine, die rond 1796 in Toulon werd geboren, begin 19e eeuw naar de Verenigde Staten kwam en rond 1885 stierf aan de kust van de Mississippi. Pete's vader, een vrachtwagenchauffeur en parttime muzikant, veranderde de familienaam in Fountain.
Hij begon als kind klarinet te spelen op de McDonogh 28-school aan de Esplanade Avenue. Als kind was de jonge Pete erg ziekelijk en vocht hij vaak tegen luchtweginfecties als gevolg van verzwakte longen. Hij kreeg dure medicatie, maar die bleek niet erg effectief te zijn. Tijdens een apotheekbezoek begon Pete's vader een gesprek met een daar winkelende buurtarts en sprak met hem over de toestand van zijn zoon. De dokter stemde ermee in de jongen de volgende dag te zien. Na een kort onderzoek bevestigde de arts de zwakke longaandoening en adviseerde de vader om een onorthodoxe behandeling te proberen: koop voor het kind een muziekinstrument, alles waar hij in moet blazen. Dezelfde dag gingen ze naar een plaatselijke muziekwinkel en, gezien zijn instrumentkeuze, koos Pete voor de klarinet (nadat hij eerst de drums wilde hebben, wat zijn vader weigerde dit op aanraden van de dokter). Aanvankelijk kon Pete geen geluid uit het instrument voortbrengen, maar hij bleef oefenen en maakte uiteindelijk niet alleen geluiden en uiteindelijk muziek, maar verbeterde ook de gezondheid van zijn longen aanzienlijk.
Hij nam privélessen maar leerde ook jazz spelen door mee te spelen met grammofoonplaten van eerst Benny Goodman en daarna Irving Fazola. Tegen de tijd dat hij zijn tienerjaren bereikte, speelde hij regelmatig optredens in de nachtclubs aan Bourbon Street. Een van Fountains vroege engagementen was met de bands van Monk Hazel. Fountain richtte in 1950 de Basin Street Six op met zijn oude vriend en trompettist George Girard. In 1954, nadat de Basin Street Six was opgeheven, ging Fountain kort naar Chicago om te spelen met de Dukes of Dixieland, keerde vervolgens terug naar New Orleans en sloot zich aan bij Al Hirt om een band te leiden, die met een uitgebreide bezetting speelde op Dan Levy's Pier 600.

### Lawrence Welk orkest
Een talentscout voor Lawrence Welk, die Fountain zag optreden op de Pier 600, bracht hem onder de aandacht van Larry Welk, de zoon van televisieorkestleider Lawrence Welk. Aanhoudende overreding van de zoon bracht Welk sr. ertoe Fountain uit te nodigen om lid te worden van het Lawrence Welk-orkest in Los Angeles, waarnaar Fountain verhuisde en twee jaar woonde. Fountain werd bekend door zijn vele solo's in Welks ABC-televisieshow The Lawrence Welk Show. Het gerucht ging dat hij gestopt was, toen Welk weigerde hem een kerstlied te laten opvoeren op de kerstshow van 1958. Andere verslagen, waaronder een in Fountains autobiografie A Closer Walk With Pete Fountain, geven aan dat hij in feite een jazzy vertolking van Silver Bells speelde in de show, die Welk van streek maakte, wat leidde tot het vertrek van Fountain begin 1959. In een interview zei Fountain dat hij The Lawrence Welk Show verliet, omdat champagne en bourbon niet samengaan. Fountain werd ingehuurd door Decca Records A&R hoofd Charles 'Bud' Dant en produceerde vervolgens 42 hitalbums met Dant. Na de dood van Welk voegde Fountain zich af en toe bij de muzikale familie Welk voor reünieshows.

### Terugkeer naar New Orleans
Fountain keerde terug naar New Orleans, speelde bij de Dukes of Dixieland en begon toen onder zijn eigen naam bands te leiden. Hij bezat zijn eigen club in de Franse wijk in de jaren 1960 en 1970. Later verwierf hij Pete Fountain's Jazz Club in het Riverside Hilton in het centrum van New Orleans. De New Orleans Jazz Club presenteerde Pete Fountain Day op 19 oktober 1959, met vieringen ter ere van de trots van hun stad, afgesloten met een vol concert die avond. Zijn kwintet bestond uit zijn studio-opnamemuzikanten, Stan Kentons bassist Don Bagley, vibeist Godfrey Hirsch, pianist Merle Koch en drummer Jack Sperling. Fountain bracht dezelfde muzikanten samen in 1963, toen ze in de Hollywood Bowl speelden. Pete zou vele keren de tocht naar Hollywood maken en was 56 keer te zien in The Tonight Show met Johnny Carson in de hoofdrol.
Fountain opende in het voorjaar van 1960 zijn club de French Quarter Inn, gelegen in het hart van de beroemde wijk French Quarter in 800 Bourbon Street. Zijn groepsleden waren Oliver 'Stick' Felix op bas, John Probst op piano, Paul Guma op gitaar, Godfrey Hirsch op vibes en Jack Sperling op drums. Binnen de kortste keren vonden grote entertainers hun weg daarnaartoe. Cliff Arquette en Jonathan Winters waren er op de openingsavond en voerden hun humoristische bekwaamheden uit. In de daaropvolgende jaren kwamen onder meer Frank Sinatra, Phil Harris, Carol Lawrence en Robert Goulet, Keely Smith, Robert Mitchum en Brenda Lee naar de club. Velen zouden met de band optreden en Brenda Lee's sit-in resulteerde in een album met duetten, opgenomen door haar en Pete. Benny Goodman kwam twee keer naar de club, maar zonder zijn klarinet mee te nemen.
Zijn grootste vriendschappelijke rivaliteit was met trompettist Al Hirt, wiens club zich in de straat van Fountain bevond. Ze stalen muzikanten van elkaar en kwamen soms in elkaars clubs en speelden samen. Het waren goede vrienden die samen kwamen en later samen verschillende albums opnamen. In 2003 sloot Fountain zijn club in het Hilton met een optreden voor een vol huis vol muzikale vrienden en fans. Hij begon twee avonden per week op te treden in Casino Magic in Bay St. Louis, Mississippi, waar hij ook een huis had (later verwoest door de orkaan Katrina). Na een hartoperatie in 2006 trad hij op bij het New Orleans Jazz and Heritage Festival en hielp hij bij de heropening van het Bay St. Louis casino. Het is sindsdien omgedoopt tot het Hollywood Casino. Hij speelde zijn laatste show in Hollywood Casino op 8 december 2010, voordat hij terugkeerde om te helpen bij de heropening van het resort in 2014, op welk moment hij grotendeels met pensioen was.

### Half-Fast Walking Club
Fountain was een van de oprichters en het meest prominente lid van de Half-Fast Walking Club, een van de bekendste freelancers die optraden in New Orleans op Mardi Gras Day. De oorspronkelijke naam was The Half-Assed Walking Club en het was een excuus om een geoliede muzikale wandeling over de parcoursroute te maken. Pete veranderde de naam onder druk van de organisatoren van de parade. Op Mardi Gras Day 2007 sloot Pete zich opnieuw aan bij zijn Half-Fast Walking Club, nadat hij het evenement in 2006 had gemist vanwege ziekte.

### Muziekstijl
Fountains klarinetwerk stond bekend om zijn melodische vloeiende toon. Hij nam meer dan 100 lp's en cd's op onder zijn eigen naam, sommige in de dixieland-stijl, vele andere hoofdzakelijk instrumentale popplaten met slechts een perifere relevantie voor elk type jazz. Desalniettemin plaatste criticus Doug Ramsey van het tijdschrift Jazz Times Fountain in 1997 op een lijst van ondergewaardeerde musici.
Het kenmerkende Fountain-geluid - meer houtachtig dan de meeste - kwam van de kristallen mondstukken, waarmee hij speelde sinds 1949, in plaats van de meer gebruikelijke rubberen mondstukken. Zijn eerste kristallen mondstuk was eigenlijk dat van Irving Fazola, dat aan Pete werd overhandigd door Fazola's moeder na de dood van haar zoon, nadat ze hem had horen spelen en had opgemerkt dat hij dezelfde speelwijze had als haar zoon. Dat mondstuk werd op een avond verbrijzeld in een muziektent, nadat Pete zijn solo had gespeeld en erbij stond, toen trompettist George Girard zijn eigen solo speelde en zijn trompet plotseling boven op het mondstuk liet vallen. Pete bewaarde het verbrijzelde mondstuk en bespeelde vanaf dat moment andere kristallen mondstukken. Fountain leidde het Pete Fountain Quintett, een New Orleans French Quarter jazzband van Fountain en zijn Creoolse muziek. Het kwintet bevatte in de loop der jaren veel muzikanten, maar nam voornamelijk op met Jack Sperling op drums, de bassisten Don Bagley of Morty Corb, vibrafonist Godfrey Hirch en de pianisten Merle Kock en Stan Wrightsman.

## Privéleven en overlijden
Fountain trouwde op 27 oktober 1951 met Beverly Lang. Ze bleven vijfenzestig jaar getrouwd tot aan zijn dood. Ze hebben twee zonen en een dochter: Kevin, Jeffrey en Dahra. Dahra's echtgenoot Benny Harrell was Fountain's manager in zijn latere jaren. Pete Fountain overleed in augustus 2016 op 86-jarige leeftijd aan hartfalen. Hij had hartproblemen gehad en was in de hospice-zorg toen hij stierf.

## Discografie
- 1960:	A Closer Walk
- 1960: Columbus Stockade Blues
- 1960: Sentimental Journey
- 1962:	Yes Indeed
- 1964:	Licorice Stick
- 1964: Humbug
- 1965:	Mae
- 1965: Gotta Travel On
- 1967:	Thoroughly Modern Millie
- 1968:	Mood Indigo (w/ Brenda Lee)
- 1969:	Les Bicyclettes De Belsize

- Bibliothèque nationale de France: cb14023213r (data)
- Gemeinsame Normdatei: 1102085049
- International Standard Name Identifier: 0000 0000 8154 3429
- Library of Congress Control Number: n85239404
- MusicBrainz: 8c72d1ca-f10e-44db-8c8c-b7176313eaf8
- Nationale Bibliotheek van Israël: 987012413475405171
- Nederlandse Thesaurus van Auteursnamen: 097724971
- SNAC: w6bh5k01
- Système universitaire de documentation: 168459701
- Virtual International Authority File: 74050407
- WorldCat: E39PBJmDhpCYrX7RvtJvwgY3wC